# Agustín Borrell Sensat
Agustín Borrell Sensat (Barcelona, 1910-1970) fue un arquitecto español.

## Biografía
Hacia 1935, Borrell Sensat inició su carrera profesional en la ciudad de Barcelona. Se había licenciado por la Escuela Técnica Superior de Arquitectura de Barcelona y fue Jefe del Servicio de Valoración Urbana de Barcelona en las décadas de 1960 y 1970.
Entre sus obras más relevantes cabe destacar: El Ilustre Colegio de Abogados de Barcelona (Barcelona 1950), Banco Rural y Mediterráneo (Barcelona 1953), Hotel Manila (Barcelona 1956), Oficinas Radio Liberty (Pals  1958) y varios colegios y edificios industriales en Madrid, Valencia, Alicante y Barcelona entre otros.

## Casa Felipó
La Casa Felipó es el nombre que recibe  un edificio histórico en Andorra la Vieja (Andorra la Vella), la capital del pequeño principado de Andorra, enclavado en los Pirineos. Construida en 1948, está situada en la avenida (en catalán: avinguda) de Meritxell, justo al este de la Biblioteca Nacional de Andorra y de la iglesia de San Esteban. Es una propiedad especialmente protegida inscrita en el Patrimonio Cultural de Andorra. 
El edificio fue inaugurado en 1948 por el arquitecto español Agustín Borrell Sensat (1910 - 1971), en nombre del empresario andorrano Josep Mariné Melic. Casa Felipó comprende una planta baja y ocho plantas y un altillo. El material utilizado en la fachada es de piedra de granito en forma irregularmente dispuesta en bloques de granito con una arquitectura típica andorrana.